# 國際民航組織機場代碼 (D)
機場列表（按國際民航組織機場代碼排序）: A - B - C - D - E - F - G - H - I - J - K - L - M - N - O - P - Q - R - S - T - U - V - W - X - Y - Z
以下的格式為：
- ICAO機場代碼–機場名稱–機場位置-備註

## DA：阿爾及利亞
也可到分類頁面及列表作參考

- DAAB-卜利達機場-卜利達
- DAAE-Soummam機場-貝賈亞
- DAAG-阿爾及爾－胡阿里·布邁丁國際機場-阿爾及爾
- DAAJ-賈奈特機場-賈奈特
- DAAK-布法里克機場-布法里克
- DAAP-伊利濟機場-伊利濟
- DAAS-艾因阿爾納特機場-塞提夫
- DAAT-塔曼拉塞特機場-塔曼拉塞特
- DAAV-吉傑勒機場-吉傑勒
- DAAY-Mécheria空軍基地-Mécheria
- DAAZ-埃利贊機場-埃利贊
- DABB-拉巴比塔特機場-安納巴
- DABC-穆罕默德布迪亞夫國際機場-君士坦丁
- DABP-斯基克達機場-斯基克達
- DABS-泰貝薩機場-泰貝薩
- DABT-巴特納機場-巴特納
- DAFH-哈西魯邁勒機場-哈西魯邁勒
- DAFI-Tsletsi機場-傑勒法
- DAOB-布謝基夫機場-提亞雷特
- DAOF-廷杜夫機場-廷杜夫
- DAOI-謝利夫國際機場-謝利夫
- DAOL-瓦赫蘭Tafraoui機場-瓦赫蘭
- DAON-特萊姆森機場-特萊姆森
- DAOO-瓦赫蘭Es Sénia機場-瓦赫蘭
- DAOR-貝沙爾機場-貝沙爾
- DAOV-格里斯機場-格里斯
- DATG-因蓋扎姆機場-因蓋扎姆
- DATM-巴吉堡穆赫塔爾機場-巴吉堡穆赫塔爾
- DAUA-阿德拉爾機場-阿德拉爾
- DAUB-比斯克拉機場-比斯克拉
- DAUE-古萊阿機場-古萊阿
- DAUG-蓋爾達耶機場-蓋爾達耶
- DAUH-河伊拉拉機場-哈西邁薩烏德
- DAUI-因薩拉赫機場-因薩拉赫
- DAUK-圖古爾特機場-圖古爾特
- DAUL-艾格瓦特機場-艾格瓦特
- DAUO-蓋馬爾機場-瓦德
- DAUT-提米蒙機場-提米蒙
- DAUU-艾因貝達機場-瓦爾格拉
- DAUZ-因阿邁納斯機場-因阿邁納斯

## DB：貝寧
也可到分類頁面及列表作參考

- DBBB-柯多努機場-柯多努
- DBBC-卡尼亞機場-波一貢
- DBBD-朱古機場-朱古
- DBBK-甘迪機場-甘迪
- DBBN-納蒂廷古機場-納蒂廷古
- DBBO-波爾高機場-波爾高
- DBBP-帕拉庫機場-帕拉庫
- DBBR-本貝雷凱機場-本貝雷凱
- DBBS-Savé機場-Savé

## DF：布基納法索
也可到分類頁面及列表作參考

- DFCA-卡亞機場-卡亞
- DFCC-瓦希古亞機場-瓦希古亞
- DFCJ-吉博機場-吉博
- DFCL-萊奧梅機場-萊奧梅
- DFEA-博爾薩機場-博爾薩
- DFEB-博岡代機場-博岡代
- DFED-賈帕加機場-賈帕加
- DFEE-吉通機場-吉通
- DFEF-法達恩古馬機場-法達恩古馬
- DFEG-戈羅姆戈羅姆機場-戈羅姆戈羅姆
- DFEL-Kantchari機場-Kantchari
- DFEM-唐巴奧機場-唐巴奧
- DFEP-帕馬機場-帕馬
- DFES-塞巴機場-塞巴
- DFET-滕科多戈機場-滕科多戈
- DFEZ-扎布雷機場-扎布雷
- DFFD-瓦加杜古機場-瓦加杜古
- DFOB-邦福拉機場-邦福拉
- DFOD-代杜古機場-代杜古
- DFON-努納機場-努納
- DFOO-博博迪烏拉索機場-博博迪烏拉索
- DFOT-岡機場-岡
- DFOU-傑布古機場-傑布古
- DFOY-阿里賓達機場-阿里賓達

## DG：加納
也可到分類頁面及列表作參考

- DGAA-科托卡國際機場-阿克拉
- DGLE-塔馬利機場-塔馬利
- DGLN-納夫龍戈機場-納夫龍戈
- DGLW-華機場-華
- DGLY-延迪機場-延迪
- DGSI-庫馬西機場-庫馬西
- DGSN-蘇尼亞尼機場-蘇尼亞尼
- DGTK-塞康-塔科拉迪機場-塞康-塔科拉迪

## DI：科特迪瓦
也可到分類頁面及列表作參考

- DIAO-阿博伊索機場-阿博伊索
- DIAP-布埃港機場-阿比讓
- DIAU-阿本古魯機場-阿本古魯
- DIBI-賈利機場-賈利
- DIBK-布瓦凱機場-布瓦凱
- DIBN-泰希尼機場-布納
- DIBU-索科機場-邦杜庫
- DIDK-丁博克羅機場-丁博克羅
- DIDL-達洛亞機場-達洛亞
- DIDV-吉沃機場-吉沃
- DIFK-費爾凱塞杜古機場-費爾凱塞杜古
- DIGA-加尼奧阿機場-加尼奧阿
- DIGL-吉格洛機場-吉格洛
- DIKO-科霍戈機場-科霍戈
- DIMN-嫚機場-嫚
- DIOD-奧迭機場-奧迭
- DIOF-Ouango Fitini機場-Ouango Fitini
- DISG-塞蓋拉機場-塞蓋拉
- DISP-聖佩德羅機場-聖佩德羅
- DISS-薩桑德拉機場-薩桑德拉
- DITB-塔布機場-塔布
- DITM-馬霍納機場-圖巴
- DIYO-雅穆蘇克羅機場-雅穆蘇克羅

## DN：尼日利亞
也可到分類頁面及列表作參考

- DNAA-納姆迪·阿齊基韋國際機場-聯邦首都直轄區阿布賈
- DNAK-阿庫雷機場-翁多州阿庫雷
- DNBE-貝寧城機場-埃多州貝寧城
- DNBI-比達機場-博爾諾州比達
- DNCA-馬格雷特埃克波國際機場-克里斯河州卡拉巴爾
- DNEN-阿卡努伊比亞姆國際機場-埃努古州埃努古
- DNGU-古紹機場-扎姆法拉州古紹
- DNIB-伊巴丹機場-奧約州伊巴丹
- DNIL-伊洛林國際機場-誇拉州伊洛林
- DNIM-三姆巴奎國際機場-伊莫州奧韋里
- DNJO-喬斯機場-高原州喬斯
- DNKA-卡杜納國際機場-卡杜納州卡杜納
- DNKN-馬拉姆阿達阿米努卡諾國際機場-卡諾州卡諾
- DNMA-邁杜古里國際機場-博爾諾州邁杜古里
- DNMK-馬庫爾迪空軍基地-貝努埃州馬庫爾迪
- DNMM-默哈穆德國際機場-拉各斯州伊凱賈
- DNMN-明納機場-尼日爾州明納
- DNOS-奧紹博機場-奧孫州奧紹博
- DNPO-哈科特港國際機場-河流州哈科特港
- DNSO-薩迪克阿布巴卡爾三世國際機場-索科托州索科托
- DNYO-約拉機場-阿達馬瓦約拉
- DNZA-扎里亞機場-阿達馬瓦扎里亞

## DR：尼日爾
也可到分類頁面及列表作參考

- DRRA-泰薩瓦機場-泰薩瓦
- DRRC-多貢杜奇機場-多貢杜奇
- DRRD-多索機場-多索
- DRRE-Téra機場-Téra
- DRRG-加亞機場-加亞
- DRRL-蒂拉貝里機場-蒂拉貝里
- DRRM-馬拉迪機場-馬拉迪
- DRRN-迪奧里·哈馬尼國際機場-尼亞美
- DRRP-拉塔波阿機場-拉塔波阿
- DRRT-塔瓦機場-塔瓦
- DRRU-瓦拉姆機場-瓦拉姆
- DRZA-馬諾達雅克國際機場-阿加德茲南部
- DRZD-迪爾庫機場-迪爾庫
- DRZF-迪法機場-迪法
- DRZG-古雷機場-古雷
- DRZI-伊費魯安機場-伊費魯安
- DRZL-阿爾利機場-阿爾利
- DRZM-馬伊內-索羅阿機場-馬伊內-索羅阿
- DRZR-津德爾機場-津德爾

## DT：突尼斯
也可到分類頁面及列表作參考

- DTKA-塔巴爾卡-11月7日國際機場-塔巴爾卡
- DTMB-莫納斯提爾-哈比卜布爾吉巴國際機場-莫納斯提爾
- DTTA-突尼斯－迦太基國際機場-突尼斯市
- DTTB-比塞大-西迪艾哈邁德空軍基地-比塞大
- DTTF-加夫薩堡國際機場-加夫薩
- DTTG-加貝斯-瑪特瑪它國際機場-加貝斯
- DTTJ-傑爾巴-扎爾紀斯國際機場-傑爾巴
- DTTX-斯法克斯國際機場-斯法克斯
- DTTZ-托澤爾-內夫塔國際機場-托澤爾
- DTNZ-恩非達-宰因阿比丁本阿里國際機場-恩非達

## DX：多哥
也可到分類頁面及列表作參考

- DXAK-阿塔帕梅機場-阿塔帕梅
- DXDP-達龐機場-達龐
- DXKP-科洛科佩機場-阿涅
- DXMG-Sansanné-Mango機場-Sansanné-Mango
- DXNG-尼亞姆圖古國際機場-尼亞姆圖古
- DXSK-索科德機場-索科德
- DXXX-納辛貝·埃亞德馬國際機場-洛美